# Дольче Вілла
Дольче Вілла — американська романтична комедія 2025 року режисера Марка Вотерса. У головних ролях Скотт Фолі, Віоланте Плачидо та Майя Рефікко. Він був випущений на Netflix 13 лютого 2025 року.

## Сюжет
Молода дівчина Олівія Філд купує в Італії в Монтезарі за  один євро занедбану віллу, щоб потім ще вкласти кошти на її відновлення. Почувши цю новину, батько дівчини Ерік, успішний бізнесмен, їде до Італії, з наміром відмовити доньку від цього ризикованого рішення. Там він знайомиться з Франческою Пуччі, мером міста. Ерік, який є професійним кухарем, і Франческа зближуються. На жаль, чоловіка терміново викликають назад у США. Однак Італія має інші плани для нього.

## У ролях
- Скотт Фолі в ролі Еріка
- Віоланте Плачидо — Франческа
- Майя Рефікко в ролі Олівії
- Джузеппе Футіа — Джованні
- Сімоне Лугліо — Ніно

## Виробництво
Виробництво почалося на початку 2024 року.  Зйомки проходили в Римі, східному Лаціо та Тоскані. Інтер'єри вілли були створені в Cinecittà Studios . 

## Реліз
Трейлер фільму вийшов 22 січня 2025 року.  Фільм вийшов на Netflix 13 лютого 2025 року. 